# 톱을 노려라!
《톱을 노려라! 건버스터》(トップをねらえ! GunBuster)는 1988년 가이낙스에 의해 1화에 30분, 모두 6화의 OVA로 제작, 판매되어 인기를 얻은 SF 로봇 애니메이션이다. 1990년 제21회 성운상 미디어 부문에서 수상하였다. 속편으로 《톱을 노려라2!》가 제작되었다.

## 개요
비디오 1권에 연속 2화를 수록 VHS, 베타맥스, 레이저 디스크(LD), VHD의 4가지 방식으로 각 전 3권을 발매, 뒤에 《신세기 에반게리온》(新世紀エヴァンゲリオン)의 감독이 된 안노 히데아키(庵野秀明)가 실질적으로 첫 감독을 담당한 작품이다. 특히 마지막 회의 제6화는 과감하게 흑백으로 제작되어 시청자들에게 강한 인상을 남기는 등 감동의 마지막 부분을 이어간다. 그 뒤에 제작된 《톱을 노려라2!》(トップをねらえ2!)에서도 빼놓을 수 없는 중요한 장면이 되고 있다.
처음 본 작품은 가이낙스 제1회 제작 애니메이션 《왕립우주군~오네아미스의 날개~》(王立宇宙軍～オネアミスの翼)의 흥행부진에 의해 발생한 대출금을 변제하기 위해 제작되었다. (원래 가이낙스는 왕립우주군만을 제작하고 해산하기로 되어 있던 조직이었다.) 수작이었지만 소박한 작풍이 애니메이션 팬들에게 받아들여지지 않았던 왕립우주군에 대한 아쉬움을 뒤로하고 이 작품에는 애니메이션 《에이스를 노려라!》(エースをねらえ!)와 영화 《탑건》(TOP GUN)을 시작으로 한 왕년의 작품의 패러디적 작풍(제목은 두 작품의 합성)과 당시 《초시공요새 마크로스》(超時空要塞マクロス) 등의 미소녀 캐릭터 디자인으로 인기가 있었던 미키모토 하루히코(美樹本晴彦)를 기용하는 등 노골적이라 할 마치 팬의 요구를 의식한 작풍이 된다. 결과적으로 이 방침은 대성공을 거두고 그 뒤 영상 콘텐츠 메이커들이 앞다투어 OVA를 제작하게 되는 경향에 결정적인 역할을 했다고 전해진다. 그 뒤, 해외에서는 정식 발매되지 않은 것을 개인적으로 입수하는 등, 해외 애니메이션 팬들로부터도 높은 평가를 얻었다.
이렇게 비즈니스로서는 성공을 거둔 본 작이지만 그 넘쳐나는 작풍이 이번에는 왕립우주군과는 반대 입장에서 비판을 받았다. (과다하게 노출된 디자인의 전투복과 묘하게 떨리는 가슴, 필요 이상으로 자주 등장하는 여성의 나체 장면 등) 하지만 본 작품 주변에 흐르고 있는 무게감 있는 SF 묘사와 치밀한 과학설정, 쇼와(昭和)시대의 명작 애니메이션, 특촬 작품에 대한 오마쥬 등, 뒤에 안노 히데아키의 작품에서도 기본이 된 요소가 많아 제작자 측의 의도대로 대다수 애니메이션 팬들에게 환영을 받았고 지금까지도 뿌리 깊은 인기를 모으고 있다.
발매 당시의 선전 등에는 주인공인 타카야 노리코(タカヤ・ノリコ)와 그 성우인 히다카 노리코(日高のり子), 그리고 오프닝 테마 〈액티브 하트〉(アクティブ・ハート), 엔딩테마 〈트라이 Again…!〉(トライAgain…!)을 노래한 당시에는 아이돌 가수였던 사카이 노리코(酒井法子)의 트리플 노리코로 광고했다. 오카다 토시오(岡田斗司夫)에 따르면 당초에는 사카이에게 노리코역을 의뢰하려고 검토했던 모양이다. 당시의 히다카는 아이돌에서 전향하여 성우로서는 아직 성장도상에 있었지만 이 작품에서의 열연이 많은 시청자들에게 인정받아 이후 급성장을 이어갔다고 알려져 있다.
그 중에서도 제5화에 등장하는 합체한 건버스터의 전투장면의 녹음은 절규로 ‘목이 찢어지도록’이라는 이유에서 필살기명을 외치는 장면의 후시녹음 만 일부러 마지막에 녹음했다. 제5화, 6화의 다른 장면의 녹음이 끝난 뒤 일부 관계자만이 남아 녹음을 진행했는데 감독인 안노 히데아키는 스튜디오 안에 들어가 히다카의 눈 앞에서 ‘내가 필살기명을 절규해 보겠다’며 몸을 던져 연기 지도를 했다. 땀에 젖고 숨이 차올라 벤치에 쓰러질 정도의 열의를 가지고 지도하는 안노의 노력에 히다카는 분발하여 최선을 다해 녹음에 임했다고 한다. 같은 자리에 있었던 사쿠마 레이(佐久間レイ/아마노 카즈미역)와 카와무라 마리아(川村万梨阿/융 프로이트역)는 진정 피와 땀과 눈물의 후시녹음, 녹음 후에는(히다카로부터) 심령광선이 나왔다고 증언하여 현장의 어마어마했던 분위기를 전했다는 에피소드가 있다.
또, 등장인물의 이름은 스탭과 가이낙스 관계자와 가까운 사람들의 이름으로부터 가져온 경우가 많다.
예를 들면 주인공인 노리코는 그림콘티,설정을 담당했던 히구치 신지(樋口真嗣)의 부인으로 본 작품의 미술 스탭이었던 타카야 노리코(高屋法子)의 이름을, 오오타 코치는 오카다 토시오의 친구인 만화가 민다☆나오(みんだ☆なお/ 眠田直)의 본명 오오타 코이치로(太田宏一朗)(하지만 민다는 자신의 프로필에는 본명을 공개하지 않는다)를 사용했다.

## 줄거리
인류가 우주에 진출하게 된 시대, 지구는 우주생물군(통칭 우주괴수(STMC))에 의한 격렬한 공격을 받는다. 그 위협을 이기기 위해 지구는 머신 병기의 후속기인 버스터 머신 건버스터를 제조하고 그 탑승원에 선발된 톱 부대의 한 사람 타카야 노리코의 양 어깨엔 인류의 미래가 달려 있다.

## 주요 등장 인물
타카야 노리코(タカヤ・ノリコ)
성우 : 히다카 노리코 (日高のり子)
오키나와 여자 우주고교(沖縄女子宇宙高校), 통칭 오키죠(沖女)의 학생. 우주를 동경해 우주를 목표로하는 소녀로 미숙하지만 타고난 노력심과 보통 사람과는 비교 할 수 없을 정도의 근성이 코치(코이치로)에게 주목받아 맹훈련을 받게 되고 점차 그 힘을 갖추어 간다. 우주괴수와의 전투, 스미스와의 사별, 트라우마의 극복 등 다양한 경험을 하게 되면서 몸과 마음 모두 비약적으로 성장한다. 수많은 고난을 넘은 그녀는 종반에 이르러 넘을 수 없는 존재라고 생각했던 카즈미를 지금까지와는 달리 격려하는 단계에 이른다. 너구리 얼굴이며 가슴이 작다(라고 되어 있지만 작화 상에는 어느 정도 볼륨이 느껴질 정도로 묘사되어있다. 또 최종화에서는 성장하여 B76정도가 되었다.) 아버지는 우주군의 제독으로 전함 룩시온의 함장이었지만 돌연 조우한 우주괴수의 기습에 의해 지휘 하의 함대가 전멸 전사했다. 종류를 가지리 않고 애니메이션을 좋아해 자신의 방에는 《바람계곡의 나우시카》(風の谷のナウシカ) 등의 포스터를 붙여 놓고 있다 탑승기는 RX-7(애칭:나우시카)와 건버스터(버스터 머신 1호). 이름은 앞서 기술한 대로 히구치 신지의 부인으로 스튜디오 지브리(スタジオジブリ)의 작품에서 하모니 처리를 담당했던 타카야 노리코로부터 가져왔다. 설정자료에는 그녀의 전라 화상도 있고 국부까지 그려져 있었던 모양이지만 그 부분은 모자이크 처리되었다. 2006년 9월 12일 생, 혈액형은 O형, 중학은 오사카 시립 산료우 중학교(三陵中学校)를 졸업했다. 이 학교명은 오오사카 시(大阪市) 스미요시구(住吉区)에 존재하는 오사카 시립 산료우 중학교(大阪市立三稜中学校)가 모티브라고 생각된다.(여담이지만 동교의 선배로는 니시가와 키요시(西川きよし)가 있다.) 본 편에서는 시종 일관 표준어를 사용하지만 안노감독 집필의 만화에서는 남 오사카 출신이라는 주석에 의해 약간의 관서(関西) 사투리를 사용한다.
아마노 카즈미(アマノ・カズミ)
성우 : 사쿠마 레이 (佐久間レイ)
오키죠의 학생. 재색을 겸비한 우등생이지만 그것에는 엄격한 훈련이 감추어져 있다. 노리코를 시작으로 그녀를 동경하는 여학생들로부터는 나비부인(お姉様)이라 불린다. 노리코의 힘을 의문시하고 있지만 점점 파트너로서 인정해 간다. 침착한 성격인 반면에 정신적으로 연약한 면도 있다. 또 유우구모류(무주심검류/無住心剣流) 검술의 달인이기도 하다. 탑승기는 RX-7(커스텀기, 애칭:지젤)과 건버스터(버스터 머신 2호). 태양계 절대방위 전 후에 코이치로와 결혼하여 오키죠의 코치가 되지만 최종결전에 지원하여 버스터 머신 3호(블랙홀 폭탄)에 탑숭, 은하중심 돌격함대와 합류한다.(결전 시에 융으로부터 버스터 머신 2호를 양보 받는다.) 이름은 가이낙스 사원인 오카다 카즈미(岡田和美)(결혼 전 성:天野)로부터 가져왔다. 2004년 11월 15일생, 혈액형 B형, SFJapan SF애니메이션 특집. GAINAX(Vol.05 2002 여름호 토쿠마서점)에 게재된 미쿠모 가쿠토(三雲岳斗)의 소설 톱을 노려라!혼(トップをねらえ!魂)에 따르면 아버지는 아마노 히로유키 제국우주군 소령, 어머니는 아마노 츠키코 항공물리학자(인콤사 사원)와 함께 코이치로의 동급생. 2018년 우주괴수 포획 사건의 숙부는 함장으로 근무하던 전자정찰함 유키카제로 워프하여 행방불명이 되고 어머니는 중태에 빠진다. 또 그 당시 시제품 건버스터로 코이치로와 함께 우주괴수와 싸워 버스터 토마 호크와 파이널 이나즈마킥으로 승리한다.(아마노 카즈미는 코이치로와 소학교 입학경부터 알고 지내던 사이다.)
융 프로이트 (ユング・フロイト)
성우 : 카와무라 마리아 (川村万梨阿)
우주에 올라온 노리코들과 만난 러시아(작품 발매 당시에는 소비에트 연방)으로부터의 후보생. 타츠미(タツミ)로부터 천재라 불리고 있다. 지는 것을 싫어하며 감정의 기복이 크다. 노리코들에게 심한 라이벌 의식을 가지고 있지만 결국 친구가 된다. 여우얼굴이며 가슴이 크다. 탑습기는 RX-7(커스텀제, 애칭:미샤)과 시즐러 블랙. 은하계 중심부에서는 당초 버스터 머신 2호에 탑승하고 있었지만 최종결전에서 카즈미에게 양보하고 자신은 시즐러에 탑승한다. 이름은 심리학자 칼 구스타프 융과 정신분석으로 저명한 지그문트 프로이트로부터 가져왔다. 2004년 9월 12일생. 또, 파일롯 3명은 전원 음치로 융이 가장 심한 것 같다. 사운드트랙 CD에 수록된 CD드라마에서는 노래소리로 엑세리온의 제3함교와 레이다를 대파시켰다.
오오타 코이치로(코치) (オオタ・コウイチロウ (コーチ))
성우 : 와카모토 노리오 (若本規夫)
오키죠의 강사이며 건버스터의 개발자. 원래는 노리코 아버지의 부하로 룩시온함대의 몇 안되는 생존자 중 한 사람이다.(당시 오른쪽 눈에 부상을 입어 실명) 노리코의 재능에 주목하여 가혹할 정도의 시련을 준다. 냉철하게 보이지만 그 마음은 불꽃처럼 뜨겁다. 사실은 불치의 병 우주방사선병에 걸려있다.(속편 톱을 노려라2!에서는 이미 치료법이 확립되었다.) 이름은 만화가 민다나오의 본명인 오오타 코이치로로부터 가져왔다고 알려져 있다.(코치의 애칭과 연관된 이중적 의미를 가지고 있다.) 또 사용하고 있는 지팡이는 울트라맨 레오의 주인공에게 가혹한 시련을 주는 울트라세븐(가공의 캐릭터) 모로보시 단이 사용하는 것과 같은 모양이다. 2033년 12월 19일 사망. SFJapan SF애니메이션 특집.GAINAX(Vol.05 2002 여름호 토쿠마쇼텐)에 게재된 미쿠모 가쿠토의 소설 톱을 노려라!혼(トップをねらえ!魂)에 따르면 2016년 2월 18일 오오타 대위는 군사재판에서 무죄가 확정되고 소령으로 진급하여 자신이 기초한 RX계획(건버스터 개발계획)의 책임자(동시에 오키죠의 강사)가 된다. 2018년 우주괴수 포획 사건 당시 시제품 건버스터로 승리, 중령으로 승진했다.
히구치 키미코(ヒグチ・キミコ)
성우 : 제1화 - 후치자키 유리코 (渕崎ゆり子), 제5, 6화 - 카츠키 마사코 (勝生真沙子)
오키죠시대의 노리코의 친구. 우라시마 효과에 의해 지구에 남겨진 그녀와 우주에 있던 노리코들 사이에는 외모 상 연령의 차가 점점 벌어져 간다. 항상 우주괴수와의 전투에 여념이 없는 노리코의 모습을 생각하고 있다. 제5화에서는 결혼하여 성이 아카이가 되었다. 딸의 이름은 타카미로 후에 오키죠에 진학한다. 2006년 6월 10일생. 이름은 만화가인 히구치 키미코(아카이 타카미(赤井孝美)의 부인)으로부터 가져왔다. 히구치 자신이 제1~3화 까지의 엔딩 텔롭의 수기를 담당하는 등, 코믹 건버스터에서는 히구치 키미코 이름으로 작품의 집필과 기고를 하고 있다. 현재까지도 톱2 공식 홈페이지 내에 극 중에서는 알려지지 않은 뒷이야기를 피로하는 만화 적당치 않은 트리바아!(不適なトリビア)를 연재 중. OVA판에서는 소녀시대의 후치자키 유리코, 성장 한 후의 카츠키 마사코가 목소리를 담당하였지만 재편집 극장판에서는 후치자키 유리코가 모두 담당했다.
타시로 타츠미(タシロ・タツミ)
성우 : 키무라 타미오 (大木民夫)
엑세리온의 함장. 사람 좋은 할아버지지만 긴급 시에는 적군, 아군 구별 없이 포격을 가하는 등 허둥거리는 모습을 볼 수 있지만 자신에게 맡겨진 사명과 탑승원들의 목숨의 소중함을 충분히 이해하고 있다. '말도 안돼!' 가 입버릇, 이름 및 얼굴은 음향감독인 타시로 타츠미(田代敦巳) (그룹 택의 사장, 우주전함 야마토(宇宙戦艦ヤマト)의 음향감독)으로부터 가져왔다.
부장(副長)
성우 : 니시무라 토모미치 (西村知道)
본명불명. 엑세리온의 부장, 냉정 침착하며 이론적.
스미스 토렌(スミス・トーレン)
성우 : 야오 카즈키 (矢尾一樹)
우주에 올라온 노리코가 만난 청년. 미국 텍사스주 출신. 타카야 유조 제독을 동경하여 파일롯이 되기 위해 산료우 우주고교를 졸업하고 해군을 거쳐 머신 병기의 파일롯이 된다. 제독의 딸인 노리코를 염려하여 그녀를 격려하는 좋은 관계가 되지만 바로 다음 전투에 의해 사망한다.(정확하게는 미귀환) 그를 구하지 못했다는 트라우마 때문에 노리코는 머신 병기 파일롯으로서의 능력을 상실하지만 그것을 극복시키기 위해 코이치로는 건버스터의 조종 특훈을 시작한다. 지구 귀환 후 노리코는 스미스의 가족에게 그의 마지막을 전하는 편지를 쓰고 스미스의 형으로부터 감사의 편지와 스미스의 사진을 받는다.(소설판, 스미스의 사진은 본편 제6화에도 등장한다.) 이름은 미국에서 (일본의)만화 번역의 개척자이며 한때 가이낙스에 출입하고 있던 토렌 스미스로부터 가져왔다. 탑승하는 RX-7의 애칭은 이글섬.
카시하라 레이코(カシハラ・レイコ)
성우 : 카츠키 마사코 (勝生真沙子)
오키죠의 학생. 노리코가 톱에 스카우트된 것에 대해 노리코에 대한 음침한 이지메를 하고 있다. 노리코에게 결투를 신청해 필살기 이나즈마킥을 맞고 패배, 그녀의 실력을 깨닫게 된다. 점착질의 성격이지만 깨끗하게 단념하는 면도 있어 진심으로 노리코와의 대결의 패배를 받아들이고 환송식에는 맨 앞줄에서 웃는 얼굴로 그녀들을 배웅하는 장면을 볼 수 있다. 제5화에서는 오키죠의 교사가 되어 후진 육성에 힘을 쏟는다. 최종화에서는 오키죠의 교장으로 카즈미와 대화를 나눈다.

## 등장 메카

### 버스터 머신, 머신 병기
건버스터
버스터 머신 1호
버스터 머신 2호
버스터 머신 3호
블랙홀 폭탄. 인류 생존작전 카르네아데스계획(카르네아데스의 널을 모티브로 한 호시노 유키노부(星野之宣)의 영화 카르네아데스 계획에서 유례)을 위해 제작되었다. 3만분의 1 크기로 압축된 목성을 핵으로 슬레이브를 작동시켜 폭축되며 인공 블랙홀을 만들어 낼 수 있다. 정확하게는 은하계 전체에 부설된 1만 슬레이브의 기폭장치이다. 최종 결전에서 손상되었지만 건버스터의 축퇴로를 사용해 동작하고 은하계 중심부에 있는 좌A*를 소실시킨다.
또 블랙홀 폭탄의 제조는 지구 위성 궤도 상에서 행해졌지만(제6화의 건조 장면이 있다.) 지구궤도상에 지구의 300배 넘는 질량을 위치시키는 이 공법은 로슈 한계를 회피하는 초기술을 사용했다고 생각된다. (제6화의 카르네아데스계획 작전본부에서 로슈 캔슬러 작동 정상이라는 보고를 들을 수 있다.)
머신 병기(RX07)
1인승 소형전투기괴수 대 전용의 대형 인형 기동병기 닛산자동차와 폴크스바겐의 공동 개발로 설정되어 있다. 무장은 카리호르늄을 이용한 원자폭탄과 플라즈마 랜서.
직접 전투 이외의 용도에서도 사용되며 지구상에서는 버스터 머신 발진 후의 관제 등, 은하계중심 돌격함대에서는 함재 포의 포수로서도 사용되었다.
시즐라
양산형 건버스터. 성능은 오리지널에 비해 약하지만 개발자에 따르면 건 버스터 보다 실용성은 우수하다고 한다.

### 우주 전함
전함 안의 인테리어와 데이터 표시는 대부분 일본풍으로 통일되어 있다. (인류의 우주진출 이전의 일미전쟁으로 일본이 머신 병기의 활약에 의해 승리하고 지구제국을 건국했다고 하는 배경설정이 있기 때문) 엑세리온 함 내의 교통수단으로서 철도가 달리고 있고 이것도 일본의 국철을 채용하고 있다.
엑세리온
룩시온의 후속기로서 건조된 전함으로 엑세리온급의 네임쉽. 우주괴수의 연구 등을 목적으로 하는 함대를 조직하여 출항, 10년 후에 귀환한다. 이 항해에서 함대는 엑세리온과 건버스터를 제외하고 전멸. 유일하게 이 타입은 범용성이 대단히 높은 것 같다. 개량형의 슈퍼 엑세리온급이 은하계 중심 돌격함대의 주력이 되어 다수 취역하고 있다.
엘토리움
엑세리온의 후속기로서 건조된 전장 70Km를 넘는 거대 우주전함으로 엘토리움급의 네임쉽. 지구탈출을 위해 건조되었지만 태양계 절대방위 전 후 은하중심 돌격함대의 기함으로서 출격한다. 동형함으로는 엘렉시온이 있다.
룩시온
인류 최초의 초광속 우주전함. 외우주의 탐사를 위해 출발 하지만 우주괴수와 조우, 공격을 받아 전투불능이 되어 방치된다. 함장은 타카야 유조제독. 15년 후에 태양계에 아광속으로 접근하였다가 다시 외우주로 날아가 버린다. 레이저 포와 우주 어뢰를 장비하고 있지만 우주괴수와 싸움을 예상하지 못한 무기들이었기 때문에 효과를 보지 못했다.
트윈 엑세리온급
은하중심 돌격함대 소속. 엑세리온급을 2척으로 나누어 붙여 놓은 형태를 하고 있다.
슈퍼 엑세리온급
은하중심 돌격함대 소속. 은하중심에서 조우한 우주괴수에게는 통하지 않았다.

### 우주군 함대 (순양함, 함재기 등)
타지온
엑세리온함대에 소속된 순양함. 리프64 전투에서 격침된다. 전투 장면은 없고 중력턴을 종료한 첫 등장 장면 이후 다음 등장 장면에서는 두 동강으로 조각나버린다.
포존
엑세리온함대에 배속되어 있는 중순양함. 화성 앞바다 전투에서 조타 불능에 빠진다. 화면에는 등장하지 않는다.
페르미온
엑세리온함대에 배속된 순양함. 화성 앞바다 전투에서 자침. 엑세리온과 건버스터 이외에는 최후까지 남아 있는 끈질긴 배. 이 배가 자침할 때의 화면에서 엑세리온이 거대함을 알 수 있다.
코스모 어택커
우주전투기. 빔 포와 미사일을 장비한다. RX-7과 더불어 대우주괴수용의 소형전력이지만 그다지 활약하는 장면이 그려져 있지는 않다. 불우한 존재.
아광속 회수정
태양계내에서 충분히 활동할 수 있는 소형 우주함. 룩시온 탐사 시 오오타가 노리코와 카즈미를 회수하기 위해 사용했다.
룩시온 탈출정
룩시온 내부에 탑재되어 있다. 전투불능에 빠진 룩시온의 승조원 49명을 태우고 지구에 귀환했다. 외우주에서 조난한 그들이 지구에 귀환한 것으로 보아 축퇴로가 탑재되어 있다고 생각된다.
속편 톱2에서는 이 장면의 오마쥬로서 전함 카라코룸의 탈출정이 수초간 등장한다. 전체는 보이지 않지만 그 형상, 도장 등이 룩시온의 탈출정과 흡사하다.

### 병기 등
축퇴로 (縮退炉)
워프 항법을 가능하게 하는 동력기관. 폭주하는 보이드효과에 의해 인공 블랙홀이 된다. 인류가 만들어낸 최강의 동력이며 시즐라에 탑재되어 있는 호시 3호(星3号) 축퇴로가 내뿜는 열량은 태양과 같은 것으로 되어있다.
플라즈마 랜서
RX-7과 시즐라에서 사용하는 전격병기로 양단에서 전격을 발한다. 전격에 약하다고 알려진 우주괴수의 약점에 주목할 만 하다.
플라즈마 소드
같은 RX-7의 전격병기. 이것은 적에게 몰래 접근하여 전격을 쏘아주는 것으로 융은 플라즈마 소드를 주로 사용한다. 물론 검으로서 사용하는 것도 가능.
카리호르늄 핵폭탄
RX-7에 탑재된 원거리병기이며 병대급 우주괴수에게 사용된다. 핵탄두로서의 수명이 3시간으로 짧기 때문에 전투에서는 반드시 사용할 것을 권장한다.
레이저 포
버스터 빔에서 함정에 의한 포격에 이르기까지 다양한 모습을 볼 수 있다. 우주군의 표준장비라 해도 좋다. 우주괴수에 대해서는 효과가 있어 보인다. 색은 붉은색. 덧붙이자면 톱2에서는 파란색으로 등장한다.
광자어뢰
SF에 단골로 등장하는 병기로 톱 세계에서는 인류 최초의 축퇴병기이다. 전함에 탑재되어 있는 필살병기이지만 순양함급의 우주괴수는 이것을 몇 발 맞고도 살아 남는다. 건버스터가 손가락 끝에서 연사하는 버스터 미사일 마이트도 광자어뢰. 이쪽은 대형 우주괴수를 소멸 시켰다. 명중탄수가 많다고 이야기되지만 이 효과의 차이는 노력과 근성에 의한 것이라고 밖에는 설명할 수 없다. 덧붙여 엑세리온 함 내에 있는 격납고에는 광자어뢰 케이스에 핵병기임을 표시하는 방사능 마크가 붙어 있다.

### 교통 기관
울트라 히카리
작 중 세계의 고속교통 기관으로서 제5화에 등장. 진공 튜브 궤도 내를 리니어 모터에 의해 달린다. 자기 부상 방식 철도로 생각된다. 동경 ~ 오키나와간을 단 몇 시간에 주파한다.
궤도 로프웨이
제6화에 등장한다. 지상기지와 우주 스테이션 메리디안 스타를 연결한 궤도왕복 교통기관이다. 태양계 절대 방위전의 영웅 오오타(아마노) 카즈미와 안내역의 우주군 사관 사이에 버스터 머신 3호=블랙홀 폭탄에 관한 대화 장면의 배경이 된다. 궤도 엘리베이터의 패러디지만 그 초절정 기술력도 당연하게 여겨진다. 관광용으로도 병행하고 있어 민간기업의 광고가 촘촘히 붙어 있는 모양이 톱 세계의 불가사의한 현실감을 느낄 수 있게 해준다.

## 부제
제1화 충격! 나와 언니가 파일럿!? (ショック! 私とお姉様がパイロット!?)
오키죠의 카즈미와 노리코의 파일롯 선발에 관한 에피소드.
제2화 무적! 천재소녀의 도전!! (不敵! 天才少女の挑戦!!)
융 등장. 태양계 외연부에서 광속으로 비행하는 물체의 조사작전이 행해진다.
제3화 첫 설레임☆첫 출격 (初めてのときめき☆初めての出撃)
리프64 전투. 스미스 등장
제4화 발진!! 미완의 최종병기! (発進!! 未完の最終兵器!)
우주괴수에게 추적당해 태양계의 침입을 허용한다. 화성 앞바다 전투. 건버스터 첫 출격.
제5화 부탁해!! 사랑에 시간을! (お願い!! 愛に時間を!)
태양계 절대 방위전. 버스터 머신 1호, 2호의 첫 출격 그리고 건버스터로 합체.
최종화 끝없는 흐름의 저편에서… (果てし無き、流れのはてに…)
버스터 머신 3호가 완성, 은하중심부에 있는 좌A*에서의 최종결전인 카르네데아스계획. 그리고 감동의 엔딩으로...

## 과학 강좌 용어
톱을 노려라!의 세계에 설정된 과학강좌에 나오는 용어
에테르 이론
1995년 천재 물리학자 R.탄호이저(?-2013년 5월 4일 실종)가 Pacific Sci-ence지상에 발표한 운동하는 물체의 에텔 전자기학을 시작으로 1995년~1999년에 걸친 일련의 논문에 의해 확립되었다. 내용은 게이지이론, 초현이론, 고차원공간이론에 의해 전자, 약, 강, 중력상호작용을 양자화하여 기술한 것으로 초 통일 이론이다. 이것에 따르면 서로 회전하는 복수의 블랙홀에(에너지 운동량이 보존되지 않는) 존재하는 고차원시공의 거품이 탄호이저 게이트란 이름으로 알려져 있다. 탄호이저는 이 공적으로 5년 연속 노벨상을 수상했다.
탄호이저 게이트
(명칭은 SF영화 블레이드 런너의 종반에 등장하는 대사에서 가져왔다.)
배니싱 엔진(배니싱 모터)
탄호이저 게이트를 이용한 작 중 세계 유일의 C플러스 항법(광속을 넘어섰다고 관측된 우주항해방법)으로 워프를 가능하게 하는 엔진이다. 또 초 광속항법의 정식 명칭은 〈차원파동초현려기축퇴반경도약중력파초광속항법〉이다. 최초에 발매된 OVA에는 려기(励起)가 영기(迎起)라고 오기되어 있어 재발 DVD에서 수정되었다.
이너셜 캔슬러
G레이저(GRASER, GRavity Amplification by Stimulated Emission of Radiation 방사유도방출에 의한 중력증폭, 영국의 윈즈게일에 있었던 G레이저 연구소에 의한 연구단계에서는 다량의 수소원자를 융합시켜 강대한 중력파를 얻는)의 기술에 의한 관성소법 시스템. 주로 초 광속으로 이동하고 있던 탄호이저 게이트로부터 워프 장치탑재의 우주선이 워프 아웃하여 통상 공간으로 돌아올 때 관성제어가 없다면 광속의 90%의 속도로 관성 이동하는 것을 방지 하기 위해 사용된다. 더욱 소형화되어 코스모 어택커에도 탑재되어 있다.
덧붙이자면 반프레스트(バンプレスト)의 슈퍼 로봇대전 시리즈(スーパーロボット大戦シリーズ)에 등장했을 때는 적의 공격을 막는 베리어가 되고 있지만 본 편 중에서 공격을 막는 버스터 실드와는 다른 시스템으로 설정되어 있다.
배니싱 사건
2007년 10월에 인류 최초의 워프 장치가 실험 중 소멸된 사건. 이것이 배니싱 사건이라 불러워저 후에 워프 장치는 배니싱 모터로 명명되었다. 원인의 하나는 MBH(마이크로 블랙홀)제어기술과 이니셜 캔슬러가 실용화단계까지 이르지 못했기 때문이다.

## 톱 세계의 태양계
톱을 노려라!의 세계에서는 명왕성(제작 당시에는 태양계 아홉 번째 행성이었다.)보다 바깥 쪽의 4개의 행성과 태양의 반성인 네메시스가 발견되었다.
| -              | 10               | 11           | 12                     | 13              |
| -------------- | ---------------- | ------------ | ---------------------- | --------------- |
| 명칭           | 마왕성 Lucifer   | 지왕성 Metls | 신무월성 Kaminatukisei | 뇌왕성 Jupiter2 |
| 궤도요소       |                  |              |                        |                 |
| 궤도장반경 (a) | 45.306AU         | 89.609AU     | 97.997AU               | 281.72AU        |
| 이심율 (e)     | 0.021            | 0.042        | 0.025                  | 0.448           |
| 공전주기 (P)   | 666.00년 (역행)  | 744.44년     | 856.78년               | 5659.8년        |
| 위성의 수      | 3                | 0            | 1                      | 0               |
| 물리적 성질    |                  |              |                        |                 |
| 직경           | 764,700 km       | 14,864 km    | 3,444 km               | 164,200 km      |
| 질량           | 154,200 (지구=1) | 1.347        | 0.073                  | 427.11          |
| 평균밀도       | 1.97             | 4.2          | 5.0                    | 1.2             |
| 적도중력       | 16.819G          | 0.97G        | 0.077G                 | 2.66G           |
| 자전주기       | 1.875일          | 2.838일      | 216.22일               | 98.100일        |

제5화의 태양계 절대 방위전에서 뇌왕성 궤도 부근에서의 엑세리온의 자침에 의해 마왕성과 지왕성은 궤도를 벗어났고 뇌왕성도 구성물의 90%를 잃는다. 또 목성은 버스터 머신 3호(블랙홀 폭탄)건조에 사용되어 역시 소멸했다.

## 그 외
- 종반에 등장하는 카타카나의 키워드가 한 문자만 거꾸로 쓰인 것은 특정 문자문화가 쇠퇴하여 그 시점에서 해독이 곤란했다는 설정인 듯하다(고안자인 오카다 토시오의 발언 BS 아니메 야화에서)

## 관련 작품

### 만화
코믹 건버스터 (コミックガンバスター)
반다이 출판에서 간행된 전2권의 코믹 앤솔로지. 작품에 직접 관련된 스태프는 물론, 다수의 호화 게스트가 코믹이나 일러스트, 소설을 기고함. 설정 자료집으로도 충실하여, 작중에서는 다루지 않았던 에피소드나 뒷 설정도 다수 공개되는 등 본편의 부독서적 내용이 되어 있다.
톱을 노려라! NeXT GENERATION (トップをねらえ! NeXT GENERATION)
- 발굴함대 알렉시온편 (작화 : 야노 켄타로) : 사이버 코믹스 연재.
- 그레이트 어트랙터편 (작화 : 소우마 타츠야) : 콤프티크 연재.

노리코 일행의 톱 부대가 은하중심으로 여행을 떠났을 때부터 수 백년 후, 과학기술이 쇠퇴한 지구군과 지구에서 시리우스 성계로 이주하여 “理力”이라고 불리는 정신 에네르기를 사용하는 기술을 몸에 익힌 시리우스군의 같은 인간들과의 싸움이 끊임없는 시대 (서력 2489년 이후)를 그린 속편 시리즈. 소설이나 코믹 등 복수의 매체에서 다른 연대의 스토리를 전개하는 연대기 형식이었지만, 영원히 미완인 채로 중단되어 있다. 《톱을 노려라2!》가 완결된 현재는 스토리의 보완과 시리즈 완결에 따른 기획이 재시동 중. 그 최초의 움직임으로, 2007년 3월에 〈그레이트 어트랙터편〉이 상하권으로 첫 단행본화가 실현되었다. 하지만 제반의 사정으로 아직 완결 부분의 원고는 집필・수록되지 않고, 하권의 인터뷰 속에서 내용이 다루어지고 있다는 형식을 취하고 있다.

### 소설
《톱을 노려라!》 (トップをねらえ!)
저자 : 이이노 후미히코 (케이분샤 노벨즈)
완결편과의 전후편. 스토리는 거의 본편과 동일.
《톱을 노려라! NeXT GENERATION》 (トップをねらえ! NeXT GENERATION)
저자 : 소노자키 토오루 (케이분샤 노벨즈)
《NeXT GENERATION》 시리즈의 소설판이지만, 만화판의 노벨라이즈는 아니며, 다른 시대의 판이한 스토리를 그리고 있다. 《NeXT GENERATION》 시리즈 중에서는 가장 OVA 본편에 가까운 시대를 무대로 한다. 단행본은 오랫동안 절판되어 있었지만, 나중에 무크본 《톱을 노려라! Next GENERATION Easter》에 재수록되었다.
TOP GUN BUSTER
저자 : 소노자키 토오루 (《코믹 건버스터》 반다이 1989년 ISBN 4-89189-031-2）
2015년의 룩시온 조난 사건에 대하여 (전일담)
톱을 노려라!혼 (トップをねらえ!魂)
저자 : 미쿠모 가쿠토 (《SFJapan》 SF아니메 특집・GAINAX (vol.05 2002 여름호 토쿠마서점　ISBN 4-19-720214-8))
2018년의 우주괴수 포획 사건에 대하여 (전일담)

### 게임
독자참가 게임 《톱을 노려라!》 《톱을 노려라! NeXT GENERATION》 (《トップをねらえ!》《トップをねらえ! NeXT GENERATION》)
콤프티크에 격월 연재 (짝수월). 일정한 조건에서 2인 1조의 캐릭터를 작성하여 투고. 작전수행과 귀환이 목표다. 귀환 횟수가 늘어날 때마다 포인트가 올라간다.
캐릭터의 출신 학교는 오키죠는 물론 키예프나 캘리포니아, 홍콩 등 다양한 장소를 골라, 출신 학교 별로 특색이 있는 무기를 사용할 수 있었다 (오키죠=톤파, 키예프=도끼, 캘리포니아=올가미줄, 홍콩=쌍절곤 등).
《NeXT GENERATION》 이후는 지구연방vs시리우스 동맹의 대전이 벌어진다.
톱을 노려라! 타올라라! 국제 머신병기 대회!! (トップをねらえ! 燃えろ!国際マシーン兵器大会!!)
1989년에 반다이 문고에서 발매된 게임북. 본편의 외전적 내용이다 (반다이문고 출판 야마구치 히로시 저・스튜디오 하드편).
톱을 노려라! GunBuster (トップをねらえ! GunBuster)
- Vol.1 - 1992년 6월 (PC엔진・슈퍼 CD-ROM²)
- Vol.2 - 1993년 3월 (위와 같음)

애니메이션 영상을 사용한 디지털 코믹 (어드벤처 게임의 일종). 발매원은 둘 다 리버힐 소프트.
톱을 노려라! GunBuster (トップをねらえ! GunBuster)
2005년 2월 (플레이스테이션 2)
반다이에서 발매한 3D 액션 게임 요소가 있는 어드벤처 게임. 나중에 설명할 CD 〈음악대전집〉의 해설서에 수록되어 있던 “쇼와 63년 9월 24일~헤이세이 원년 3월 18일까지 26화 방영된 환상의 TV시리즈 타이틀”(어디까지나 가공의 타이틀 리스트)을 바탕으로 결번 설정인 1화를 뺀 전 25화로 스토리를 구성.
이 외에, 반프레스토의 인기 텔레비전 게임 《슈퍼로봇대전 시리즈》의 여러 작품에서 본작의 캐릭터・메카・스토리 일부가 등장하고 있다.
또한. 1990년에 가이낙스에서 발매된 PC-8801・PC-9801・MSX2판 퀴즈 게임 《전뇌학원3 톱을 노려라!》에 관해서는 〈전뇌학원〉 항목을 참조. 또, 후년에 《신세기 에반게리온》을 제재로 한 탈의마작 게임 《에바와 유쾌한 친구들 탈의보완계획!》에도 본작의 캐릭터가 다수 등장하고 있다.

### 속편
《톱을 노려라2!》 (トップをねらえ2!)
GAINAX설립 20주년 기념으로서 제작된 OVA작품. 2006년 8월 25일에 최종화 당신의 인생의 이야기가 발매되어 마지막은 노리코와 카즈미가 지구에 돌아오는 것으로 마무리된다. 시리우스와 동결함대 등 〈NEXT GENERATION〉으로 준비되었던 설정이 일부 사용되어(자세한 부분의 기술과 설정에 모순이 발생한), 기본적으로 〈NEXT GENERATION〉의 이야기는 있었던 이야기로서 다루어진 것이 무크 등의 자료에서 언급된다.

### 극장판
《톱을 노려라! 극장판》 (トップをねらえ! 劇場版)
재편집판으로 공개
《톱을 노려라! & 톱을 노려라2! 합체 극장판!!》 (トップをねらえ! & トップをねらえ2! 合体劇場版!!)
오리지널 캐스트에 의한 재녹음 및 재편집판으로 공개